# Michal Máslík
Michal Máslík (* 1993 Nymburk) je český student na Imperial College London.
Vystudoval Gymnázium Bohumila Hrabala v Nymburce, kde se během studia zúčastnil fyzikální a matematické olympiády, soutěží ve francouzském jazyce a také práce ve studentském parlamentu. Po maturitě v roce 2012 byl přijat na Imperial College London. Zde studuje elektrické a elektronické inženýrství, obor, kterému se věnuje od dětství. V letech 2013 a 2014 získal ocenění pro nejlepšího studenta ročníku, zároveň získal praxi v bance Merrill Lynch.